# Кръсте Льондев
Кръсте Льондев (Льонтев, Леонтев, Леонитов, Лондев), известен като Лерински, е български военен и революционер, деец на Вътрешната македоно-одринска революционна организация и Вътрешната македонска революционна организация.

## Биография
Кръсте Льондев е роден през 1876 г. в леринското село Неокази, тогава в Османската империя, днес Неохораки, Гърция. Присъединява се към ВМОРО и е назначен за лерински районен войвода. Участва в Илинденско-Преображенското въстание като войвода на четата от родното си село. След въстанието е четник, а от 1905 година районен войвода на ВМОРО. През август 1906 година Кръсте Льондев навлиза в Леринско с четата си, тогава негов четник е Павел Наумов. Действа в района на Сетина и Попадийско с 8 души четници като помощник войвода на Дзоле Стойчев.
| Чета на Кръсте Льондев, 19 август 1906 година | Чета на Кръсте Льондев, 19 август 1906 година | Чета на Кръсте Льондев, 19 август 1906 година | Чета на Кръсте Льондев, 19 август 1906 година | Чета на Кръсте Льондев, 19 август 1906 година |
| Номер                                         | Име                                           | Селище                                        | Околия                                        | Забележка                                     |
| --------------------------------------------- | --------------------------------------------- | --------------------------------------------- | --------------------------------------------- | --------------------------------------------- |
| 1.                                            | Кръсто Льондев                                | Неокази                                       | Леринско                                      |                                               |
| 2.                                            | Павел Наумов                                  | Велес                                         |                                               |                                               |
| 3.                                            | Стефан Христов                                | Бук                                           | Битолска                                      |                                               |
| 4.                                            | Петко Петров                                  | Битоля                                        |                                               |                                               |
| 5.                                            | Трайко Коцев                                  | Велес                                         |                                               | [ 6 ]                                         |

След Младотурската революция в 1908 година се легализира и е близък на Яне Сандански и Народната федеративна партия. В 1910 година отново става нелегален и участва във възстановяването на ВМОРО. През 1911 – 1912 година дейността на Кръсте Льондев в Леринско е подкрепена от учителя Христо Руков, установил се в село Брезница.
Кръсте Льондев участва с чета в Балканска война и подпомага настъплението на гръцките части, но скоро след това е арестуван с 42-та си четници. След Междусъюзническата война в 1913 година Льондев е войвода на ВМОРО в Битолско.
По време на Първата световна война Льондев е старши подофицер в Планинската дивизия. Съучредител е на Леринското благотворително братство през август 1919 година.
След войната е член на Временното представителство на бившата ВМОРО. Изпратен е като организатор на ВМФРО в Албания. За кратко минава на сръбска служба и прави опит да провали каналите на ВМРО през Албания. Привлечен е към Вътрешната македонска революционна организация (обединена) от бившия служител на българската легация в Тирана Лазар Поповски и Христо Цветков и получава „Македонско дело“, но и федералисткия „Македонско съзнание“.
В 1926 година, след като сърбоманския журналист Спас Хаджипопов е убит в Битоля, Кръсте Льондев е арестуван. Според Милан Матов убиецът е Лазар Иванов, но е задържан Льондев поради подозрения за връзка с убиеца: „В 1926 г. от София бе изпратен в Битоля Лазар Иванов (родом от Леринско) да убие некои от сръбските големци. Той уби Попович (родом от с. Буф, Леринско), редактор на вестник „Напредък“, който ратуваше против гърците и бичуваше техните безчинства в Егейска Македония. Поради това убийство сърбите подозреха Льондев, че е във връзка с убиеца и го затвориха в Катил-хането (Долапите)... По същото време бега от София без паспорт Милко Пандов от Прилеп, когото сърбите заловили и го поставили в Битолското Катил-кане, дето се случил над Льондевия долап. Милко и Льондев беха добри познати <...> Льондев казал на Милко: „Кажи на Матов, че ще ме убият. Умирам на вятъра – само ми е мъчно, че не изпълних поръчката му да убия крал Александра <...>“. Според други Льондев бил организирал убийството по нареждане на ВМРО. Съден и вкаран в затвора, той е убит убит на 1 февруари 1927 година от сръбски жандармеристи, водещи го на следствие, насред улицата при опит за бягство; според Матов обаче това е бил само предлог, за което са свидетелствали няколко души.